# Smilax havanensis
Smilax havanensis är en enhjärtbladig växtart som beskrevs av Nikolaus Joseph von Jacquin. Smilax havanensis ingår i släktet Smilax och familjen Smilacaceae. Inga underarter finns listade.